# Brave Girls
Brave Girls (em coreano:  브레이브걸스) foi um grupo feminino sul-coreano formado pelo produtor Brave Brothers em 2011 e administrado pela Brave Entertainment. Depois de fazer sua estreia com o single The Difference em 7 de abril de 2011, o grupo já lançou seis mini-álbuns, incluindo Back to da Future, Re-Issue, High Heels, Rollin, Summer Queen e Thank You. Em 16 de fevereiro de 2023, a Brave Entertainment anunciou o disband do grupo. No mesmo dia, o grupo lançou um single de despedida chamado 'Goodbye', com a faixa principal de mesmo nome.
Sua atual formação consiste em quatro integrantes, sendo elas: Minyoung, Yujeong, Eunji, Yuna. Hayun fazia parte da formação atual mas saiu em 2019. O grupo era originalmente formado por Eunyoung, Seoah, Yejin, Yoojin e Hyeran. 
Em 2021, o grupo ganhou um aumento repentino em popularidade depois que sua música Rollin' inesperadamente se tornou viral. Rollin' inicialmente falhou nas paradas musicais da Coreia do Sul após seu lançamento. Quatro anos depois, a música teve um aumento repentino de popularidade quando um vídeo de compilação de Brave Girls cantando para os militares sul-coreanos se tornou viral no país em fevereiro de 2021. Logo se tornou um sucesso nacional e alcançou o primeiro lugar no Gaon Digital Chart e o K-pop Hot 100.

## História

### Pré-debut
Em 14 de março de 2011, Eunyoung foi revelada como integrante e líder do grupo. Ela é sobrinha de Shin Ha-kyun, ator conhecido por seu papel em Welcome to Dongmakgol e Sympathy for Lady Vengeance. Hyeran foi revelada em 17 de março, ganhou atenção por causa de sua semelhança com a cantora Son Dam-bi e vídeos de dança de ensaio antigos que levaram ao seu nome que é característica em sites de vídeo como M. Goon. Yejin foi a terceira integrante a ser revelada, ela também ganhou atenção por causa de sua participação no "Miss Seattle" na competição de Miss Coreia e sua semelhança com a atriz Kim Sa-rang. Seoa foi a quarta integrante a ser revelada do grupo, ela era modelo antes de entrar no grupo. Yujin foi a quinta e última integrante do grupo a ser revelada.

### 2011–2013: Estreia,Back to Da Future, Re-IssueeFor You
Em 31 de março, Brave Brothers revelou duas imagens do grupo que forneceu dois conceitos (um chique sexy e um colorido excêntrico), do qual o grupo irá apresentar. Dois teasers foram revelados de '"So Sexy" e "Do You Know", na primeira semana de abril.
Em 7 de abril, o grupo lançou seu single-álbum de estréia "The Difference" juntamente com o MV de "Do You Know". Elas fizeram sua estréia no Music Bank com "So Sexy" e "Do You Know".
Em 24 de abril, elas apareceram no Gag Concert e performaram uma versão trot de "Do You Know". Eunyoung apareceu no School Variety 100 Points Out of 100 e ganhou duas medalhas (ouro e bronze) no show. 
O MV da faixa "So Sexy" foi lançado em 8 de junho.
Elas fizeram uma participação junto com Superkidd no dorama Protect the Boss.
Em 22 de junho, a Brave Entertainment anunciou que o grupo iria fazer um retorno durante o mês e compartilhou fotos do conceito do seu primeiro mini-álbum Back to Da Future. Sua faixa-título, "Easily" com participação do Reggae coreano Skull, foi revelado juntamente com o MV da faixa. Brave Brothers afirmou que a canção era uma homenagem a Kim Gun-mo. Em 27 de junho um teaser do MV foi revelado, sendo lançado um dia depois. O EP foi lançado em 29 de kunho e alcançou o número 14 no Gaon Album Chart com um total de 1.606 cópias vendidas. O grupo fez seu retorno no Music Bank com a faixa "Easily".
O grupo participou da terceira edição do Idol Star Athletics Championship em 13 de setembro e também fizeram uma participação no Mr. Idol com Chocolat e outro grupos. Na 19ª Korea Culture Entertainment Awards em 15 de dezembro, o grupo recebeu Rookie of the Year no Idol na categoria música. Em 25 de dezembro, elas apareceram no Let's Go Dream Team!, como convidadas especiais e realizaram uma performance pros concorrentes do show.
Em 22 de fevereiro de 2012, o segundo mini-álbum do grupo Re-Issue foi lançado e realizou uma performance como convidadas no Teen Pop. O EP alcançou o número 14 no Gaon Album Chart. A faixa-título "Nowadays" alcançou números altos em charts e se tornou um dos tópicos mais pesquisados. Em vez de um conceito "sexy" ou "bonito", o grupo exibia um conceito masculino. As integrantes disseram: "Pensamos que temos realmente a necessidade de mostrar um lado diferente de nós. Entendemos que os fãs que esperaram um conceito sexy ou bonito podem ficar desapontados, mas esperamos que eles gostariam desse conceito também". Brave Girls fez seu retorno no Mnet's M! Countdown.
Em 29 de agosto de 2013, foi anunciado que o grupo iria fazer um retorno no outono, com a nova faixa intitulada "For You", que é interpretada por Yujin e Hyeran, como um presente de despedida para as integrantes Eunyoung, Seoa e Yejin que anunciaram suas saídas do grupo. A faixa foi lançada oficialmente em 31 de agosto.
Em 24 de fevereiro de 2014, Brave Brothers informou que ele estava trabalhando em um álbum completo para o grupo, mas o álbum foi colocado em espera indefinidamente devido ao seu trabalho com o AOA.

### 2016–2017:High Heels, saída de Yujin, hiatos de Hyeran eRollin'.
Em fevereiro de 2016, depois de dois anos de hiatos, foi anunciado que o grupo estava retornando como um grupo de 7 integrantes, com 5 novas integrantes e as duas integrantes originais (Yujin e Hyeran). O grupo lançou o single digital "Deepened" em 17 de fevereiro com a nova formação.
Em 19 junho, foi revelado que o grupo iria lançar seu terceiro mini-álbum. Do dia 21 ao dia 23 de junho imagens teaser de cada integrante foram divulgadas para promover o lançamento. Elas lançaram seu novo mini-álbum High Heels em 27 de junho, junto com o MV da faixa-título de mesmo nome. O EP inclui a faixa "Deepened".
Em 1 de setembro, Brave Girls lançou "Yoo-hoo" como single digital.
Em 13 de janeiro de 2017, a Brave Entertainment lançou uma declaração confirmando a saída de Yujin e Hyeran do grupo:
“Pedimos desculpas por termos uma má notícia a todos os fãs que estão esperando o comeback do Brave Girls por tanto tempo. Estamos anunciando oficialmente que Yujin e Hyeran, que estiveram com o Brave Girls nos últimos cinco anos, terminarão seu tempo com o grupo a partir de 13 de janeiro”.
A agência explicou que para Hyeran, é uma pausa. “Devido a um súbito agravamento da saúde de Hyeran, determinamos que não seria possível para ela promover com o Brave Girls neste momento. Colocando a saúde de nossa artista em primeiro lugar, decidimos, depois de muita discussão, que Hyeran tiraria uma licença temporária do grupo”.
Foi anunciado que Yujin tinha decidido deixar o grupo para estudar no exterior e se concentrar em sua educação.
A Brave Entertainment anunciou que não tem intenção em adicionar novas integrantes no grupo e continuará com Minyoung, Yujeong, Eunji, Yuna e Hayun.
“As cinco integrantes estão se preparando para um novo lançamento em fevereiro ou março, e, a partir daí, promoverão ativamente em atividades coletivas e individuais do grupo”, disse a agência, pedindo aos fãs para apoiarem e incentivarem Yujin e Hyeran.
Em 5 de fevereiro, o grupo anunciou seu retorno com 5 integrantes. As informações sobre o retorno foi seguido por teasers individuais das integrantes que começaram a ser divulgados do dia 26 de fevereiro ao dia 6 de março. Em 7 de março, Brave Girls lançou seu quarto mini-álbum Rollin' e MV da faixa-titulo de mesmo nome.

### 2018-2020: Nova versão deRollin', saída não oficial de Hyeran, hiatos e saída de Hayun eWe Ride.
Em 11 de agosto o grupo lançou uma nova versão da música Rollin' acompanhado de um MV contendo apenas 4 integrantes. Hayun estará ausente das promoções de 2018 devido a problemas de saúde.
Hyeran foi retirada do site oficial, dando a entender que ela saiu o oficialmente da empresa.
Em Março de 2019, a integrante Hayun revelou que havia saído do grupo e a empresa.
Brave Girls retornou em 14 de agosto de 2020, com as 4 integrantes restantes com a faixa We Ride.

### 2021: O sucesso repentino comRollin',Summer Queen e After 'We Ride'.
Em fevereiro de 2021, uma compilação de vídeo de Brave Girls cantando "Rollin" se tornou viral no YouTube. Como resultado, a música ganhou popularidade e alcançou o topo das paradas musicais em tempo real. Em resposta, o grupo retomou as atividades promocionais para a música. A integrante Yujeong revelou que antes da música se tornar viral, o grupo estava perto do fim, pois ela e sua colega Yuna já haviam saído de seu dormitório.
Em 12 de março de 2021, Instiz anunciou que a música alcançou um Perfect all-kill (PAK) em seu iChart após chegar ao topo das paradas musicais diárias e em tempo real.
Em 14 de março de 2021, Brave Girls recebeu sua primeira vitória em um programa de música no Inkigayo com "Rollin''. Sua vitória quebrou o recorde na época de ter o período mais longo desde a estreia até a primeira vitória para grupos na história do K-pop, vencendo em 1.854 dias após a estreia. Recorde posteriormente superado por Dreamcatcher, que recebeu sua primeira vitória 1.923 dias após a estreia. Elas receberam sua segunda vitória alguns dias depois no The Show. "Rollin" posteriormente se tornou a música de um grupo feminino com mais Perfect all-kill, mantendo 262 horas. "We Ride" também subiu no Gaon Digital Chart, atingindo um pico de número quatro.
Em 29 de abril o grupo lançou uma versão especial de "High Heels" em colaboração com a marca de calçados Elcanto. 
Em 5 de maio o grupo lançou um single promocional, "Red Sun", para a Lotte Department Store.
Em 17 de junho de 2021, Brave Girls fez seu retorno com seu quinto mini-álbum Summer Queen e sua faixa título "Chi Mat Ba Ram". O álbum alcançou a posição número 3 no Gaon Album Chart e a canção atingiu o pico na mesma posição no Gaon Digital Chart.
No dia 01 de julho de 2021, Brave Girls lançou um Mv para "Pool Party", faixa que está inclusa no quinto mini-álbum do grupo, Summer Queen.
Em 23 de agosto, Brave Girls lançou um repackaged de seu quinto mini-álbum After 'We Ride' e seu primeiro single de mesmo nome.

### 2022-presente: Hiatos de minyoung, Comeback (Thank You) e Queendom 2
Em 14 de janeiro de 2022, foi anunciado que Minyoung suspenderia suas atividades temporariamente devido a problemas de saúde.
Em 21 de fevereiro, sua agência Brave Entertainment disse: "As Brave Girls estão se preparando para um comeback em março". Este é um retorno após cerca de meio ano desde o 5º mini-álbum repackage 'After 'We Ride' lançado em agosto do ano passado.
Ainda em 21 de fevereiro, a Mnet confirmou que o Queendom 2 começaria a partir de 31 de março de 2022 todas as quintas-feiras. A formação é composta por Brave Girls, Viviz, Loona, WJSN, Kep1er e Hyolyn. Será apresentado pela integrante do Girls' Generation Taeyeon.
Em 12 de março de 2022, a Brave Entertainment anunciou que o evento de apresentação do álbum, originalmente agendado para 14 de março, seria adiado para 23 de março após Minyoung, Yujeong e Eunji serem diagnosticados com COVID-19.
Em 14 de março de 2022, Brave Girls fez seu retorno com seu sexto EP Thank You e seu primeiro single de mesmo nome.
Em 18 de março, Minyoung foi liberada da quarentena depois de se recuperar totalmente do COVID-19. Em 21 de março a Brave Entertainment anunciou que "Yoojung e Eunji também foram liberadas do período de quarentena do COVID-19".
Em maio de 2022, foi anunciado que Brave Girls realizará um show nos Estados Unidos em julho de 2022.
Em 17 de maio de 2022, Brave Entertainment anunciou que Brave Girls lançará um novo single que reinterpreta o hit de 2008 de Brown Eyed Girls, "How Come". Está programado para ser lançado na plataforma de streaming de música em 23 de maio.

## Integrantes
- Minyoung (em coreano:  민영), nascida Kim Minyoung (em coreano:  김민영) em 12 de setembro de 1990 (34 anos) em Incheon, Coreia do Sul.
- Yujeong (em coreano:  유정), nascida Nam Yujeong (em coreano:  남유정) em 2 de maio de 1991 (33 anos) em Suwon, Coreia do Sul.
- Eunji (em coreano:  은지), nascida Hong Eunji (em coreano:  홍은지) em 19 de julho de 1992 (32 anos) em Yeosu, Coreia do Sul.
- Yuna (em coreano:  유나), nascida Lee Yuna (em coreano:  이유나) em 6 de abril de 1993 (31 anos) em Jeju, Coreia do Sul.

### Ex-integrantes
- Eunyoung (em coreano:  박은영), nascida Park Eunyoung (em coreano:  박은영) em 15 de outubro de 1987 (37 anos) em Busan, Coreia do Sul.
- Seoah (em coreano:  서아), nascida Park Seoah (em coreano:  박서아) em 9 de fevereiro de 1988 (37 anos) em Anyang, Coreia do Sul.
- Yejin (em coreano:  예진), nascida Han Yejin (em coreano:  한예진) em 24 de novembro de 1990 (34 anos) em Bucheon, Coreia do Sul.
- Yujin (em coreano:  유진), nascida Jung Yujin (em coreano:  정유진) em 14 de setembro de 1992 (32 anos) em Goyang, Coreia do Sul.
- Hyeran (em coreano:  혜란), nascida Noh Hyeran (em coreano:  노혜란) em 9 de abril de 1993 (31 anos) em Seul, Coreia do Sul.
- Hayun (em coreano:  하윤), nascida Lee Hayun (em coreano:  이하윤) em 29 de agosto de 1994 (30 anos) em Busan, Coreia do Sul.

## Discografia

### Extended plays (EPs)
| Título            | Detalhes do Álbum | Melhores Posições | Vendas      |
| Título            | Detalhes do Álbum | COR               | Vendas      |
| ----------------- | --- | ----------------- | ----------- |
| Back to Da Future | - Data de Lançamento: 29 de Julho de 2011 - Gravadora: Brave Entertainment - Formato: CD, digital download Lista de Faixas 1. Back to da Future 2. 툭하면 (Easily) [feat. Skull] 3. 비가 내리면 (If It Rains) 4. 너무 아파 (It Hurts So Much) [feat. Maboos of Electroboyz] (Eunyoung Solo) 5. 아나요 (Do You Know) [Acoustic Version] 6. 툭하면 (Easily) [Instrumental] | 14                | - : 3,484+  |
| Re-Issue          | - Data de Lançamento: 22 de Fevereiro de 2012 - Gravadora: Brave Entertainment - Formatos: CD, digital download Lista de Faixas 1. B'Girls Are Back 2. 요즘 너 (Nowadays, You) 3. 말 없이 (Without a Word) 4. 요즘 너 (Nowadays, You) [Remix] 5. 요즘 너 (Nowadays, You) [Instrumental]                                                                                  | 14                | - : 2,865+  |
| High Heels        | - Data de Lançamento: 27 de Junho de 2016 - Gravadora: Brave Entertainment - Formatos: CD, digital download Lista de Faixas 1. 하이힐 (High Heels) 2. Help Me 3. Whatever 4. 만나지 말걸 (Let's Meet) 5. 변했어 (Deepened) | 22                | - : 973+    |
| Rollin'           | - Data de Lançamento: 07 de Março de 2017 - Gravadora: Brave Entertainment - Formatos: CD, digital download Lista de Faixas 1. Rollin' 2. Don't Hurry 3. Past Thoughts 4. High Heels (Remix) 5. Outro (Rollin') | 30                | - : 1,091+  |
| Summer Queen      | - Data de Lançamento: 17 de Junho de 2021 - Gravadora: Brave Entertainment - Formatos: CD, digital download Lista de Faixas 1. Chi Mat Ba Ram (치맛바람) 2. Pool Party (feat. E-Chan of DKB) 3. Summer By Myself (나 혼자 여름) 4. Fever (토요일 밤의 열기) 5. Chi Mat Ba Ram (Eng Ver.)                                                                                 | 3                 | - : 75,663+ |
| THANK YOU         | - Data de Lançamento: 14 de março de 2022 - Gravadora: Brave Entertainment - Formatos: CD, digital download Lista de Faixas 1. Thank You 2. You and I (우리끼리) 3. Love Is Gone (물거품) 4. Can I Love You 5. Thank You (Remix) | 11                | - : 28,591  |

### Repackage
| Título        | Detalhes do Álbum | Melhores Posições | Vendas      |
| Título        | Detalhes do Álbum | COR               | Vendas      |
| ------------- | --- | ----------------- | ----------- |
| After We Ride | - Data de Lançamento: 23 de Agosto de 2021 - Gravadora: Brave Entertainment - Formato: CD, digital download Lista de Faixas 1. After We Ride (술버릇)운전만해 그후) 2. Chi Mat Ba Ram [Versão Acústica] 3. FEVER [Remix] 4. Summer by Myself [Versão Piano] | 14                | - : 15.404+ |

### Single Álbuns
| Título         | Detalhes do Álbum | Melhores Posições | Vendas      |
| Título         | Detalhes do Álbum | COR               | Vendas      |
| -------------- | --- | ----------------- | ----------- |
| The Difference | - Data de Lançamento: 7 de Abril de 2011 - Gravadora: Brave Entertainment - Formatos: CD, digital download Lista de Faixas 1. Ain't Nobody Like Brave Girls 2. So Sexy 3. 아나요 (Do You Know) 4. So Sexy (Instrumental) | 2                 | - : 11,644+ |

### Singles
| Título                                                                                       | Ano  | Melhores Posições | Melhores Posições | Melhores Posições | Vendas (Downloads) | Certificações | Álbum             |
| Título                                                                                       | Ano  | Coreia do Sul     | Coreia do Sul     | Estados Unidos    | Vendas (Downloads) | Certificações | Álbum             |
| Título                                                                                       | Ano  | KOR Circle        | Hot 100           | Vendas Globais    | Vendas (Downloads) | Certificações | Álbum             |
| -------------------------------------------------------------------------------------------- | ---- | ----------------- | ----------------- | ----------------- | ------------------ | ------------- | ----------------- |
| "Do You Know"                                                                                | 2011 | 19                | —                 | —                 | - :428,789+        | —             | The Difference    |
| "Easily (feat.Skull)                                                                         | 2011 | 38                | 67                | —                 | - :698,375+        | —             | Back to Da Future |
| "Nowadays, You"                                                                              | 2012 | 21                | 18                | —                 | - :660,397+        | —             | Re-Issue          |
| "For You"                                                                                    | 2013 | 50                | 61                | —                 | - :50,585+         | —             | Single sem Álbum  |
| "Deepened"                                                                                   | 2016 | 131               | —                 | 14                | - :10,942+         | —             | High Heels        |
| "High Heels"                                                                                 | 2016 | 135               | —                 | —                 | - :12,034+         | —             | High Heels        |
| "Yoo-hoo"                                                                                    | 2016 | —                 | —                 | —                 | - :3,591+          | —             | Single sem Álbum  |
| "Rollin'"                                                                                    | 2017 | 1                 | 1                 | 13                | - : 2,500,000+     | —             | Rollin'           |
| We Ride                                                                                      | 2020 | 4                 | 4                 | —                 | —                  | —             | Single sem Álbum  |
| "Chi Mat Ba Ram"                                                                             | 2021 | 3                 | 2                 | —                 | —                  | —             | Summer Queen      |
| "After We Ride"                                                                              | 2021 | 51                | 62                | —                 | —                  | —             | After We Ride     |
| "Thank You"                                                                                  | 2022 | 39                | —                 | —                 | —                  | —             | THANK YOU         |
| "—" indica lançamentos que não figuraram nas paradas ou que não foram lançados nessa região. |      |                   |                   |                   |                    |               |                   |

### Outros singles
| Título                                                                                  | Ano  | Posição | Posição | Álbum             |
| Título                                                                                  | Ano  | COR     | COR Hot | Álbum             |
| --------------------------------------------------------------------------------------- | ---- | ------- | ------- | ----------------- |
| "Intro (Ain't nobody like Brave girls)"                                                 | 2011 | —       | —       | The Difference    |
| "So Sexy"                                                                               | 2011 | —       | —       | The Difference    |
| "So Sexy (Instrumental)"                                                                | 2011 | —       | —       | The Difference    |
| "Back to Da Future"                                                                     | 2011 | —       | —       | Back to Da Future |
| "비가 내리면"                                                                           | 2011 | —       | —       | Back to Da Future |
| "너무 아파                                                                              | 2011 | —       | —       | Back to Da Future |
| "아나요 (versão acústica)"                                                              | 2011 | —       | —       | Back to Da Future |
| "툭하면 (Instrumental)"                                                                 | 2011 | —       | —       | Back to Da Future |
| "B'Girls Are Back"                                                                      | 2012 | —       | —       | Re-Issue          |
| "말 없이"                                                                               | 2012 | —       | —       | Re-Issue          |
| "요즘 너 (Remix)"                                                                       | 2012 | —       | —       | Re-Issue          |
| "요즘 너 (Instrumental)"                                                                | 2012 | —       | —       | Re-Issue          |
| "Help Me"                                                                               | 2016 | —       | —       | High Heels        |
| "Whatever"                                                                              | 2016 | —       | —       | High Heels        |
| "만나지말걸"                                                                            | 2016 | —       | —       | High Heels        |
| "옛생각"                                                                                | 2017 | —       | —       | Rollin'           |
| "서두르지마"                                                                            | 2017 | —       | —       | Rollin'           |
| "하이힐 (Remix)"                                                                        | 2017 | —       | —       | Rollin'           |
| "Outro(Rollin')"                                                                        | 2017 | —       | —       | Rollin'           |
| Rollin' (New Version)                                                                   | 2018 | 163     | —       | Single sem Álbum  |
| "Pool Party" (Feat. 이찬 do DKB)                                                        | 2021 | 112     | —       | Summer Queen      |
| "Summer by Myself"                                                                      | 2021 | 123     | 99      | Summer Queen      |
| "Fever"                                                                                 | 2021 | 134     | —       | Summer Queen      |
| "Chi Mat Ba Ram (Versão inglês)"                                                        | 2021 | —       | —       | Summer Queen      |
| "Chi Mat Ba Ram (Acoustic Ver.)"                                                        | 2021 | —       | —       | After 'We Ride'   |
| "Fever (Remix)"                                                                         | 2021 | —       | —       | After 'We Ride'   |
| "Summer by Myself (Versão Piano)"                                                       | 2021 | —       | —       | After 'We Ride'   |
| "우리끼리 (You and I)"                                                                  | 2022 | —       | —       | THANK YOU         |
| "물거품(Love is Gone)"                                                                  | 2022 | —       | —       | THANK YOU         |
| "Can I Love You"                                                                        | 2022 | —       | —       | THANK YOU         |
| "Thank You (Remix)"                                                                     | 2022 | —       | —       | THANK YOU         |
| "—" indica lançamentos que não entraram nas paradas ou não foram lançados nessa região. |      |         |         |                   |

### Singles promocionais
| Título                                                                                  | Ano  | Peak chart posição | Peak chart posição | Vendas (Downloads) | Álbum                      |
| Título                                                                                  | Ano  | COR                | COR Hot            | Vendas (Downloads) | Álbum                      |
| --------------------------------------------------------------------------------------- | ---- | ------------------ | ------------------ | ------------------ | -------------------------- |
| "Red Sun" (com Lotte Department Store)                                                  | 2021 | —                  | —                  | —                  | Song For You Project Vol.2 |
| "—" indica lançamentos que não entraram nas paradas ou não foram lançados nessa região. |      |                    |                    |                    |                            |

### Colaborações
| Título                                                                                  | Ano  | Peak chart posição | Peak chart posição | Vendas (Downloads) | Álbum                                      |
| Título                                                                                  | Ano  | COR                | COR Hot            | Vendas (Downloads) | Álbum                                      |
| --------------------------------------------------------------------------------------- | ---- | ------------------ | ------------------ | ------------------ | ------------------------------------------ |
| Passing of the Year (com Electroboyz, BIGSTAR & Park Soo Jin)                           | 2013 | 105                | 90                 | - :18,239          | Passing of the Year (Prod. Brave Brothers) |
| Summer Taste (com Rain, MONSTA X & ATEEZ)                                               | 2021 | —                  | —                  | —                  | Taste of Korea                             |
| "—" indica lançamentos que não entraram nas paradas ou não foram lançados nessa região. |      |                    |                    |                    |                                            |

## Filmografia
| Show                  | Canal | Participante(s)                           | Papel                 | Notas                                        |
| --------------------- | ----- | ----------------------------------------- | --------------------- | -------------------------------------------- |
| Protect the Boss      | SBS   | Eun Young e Yejin                         | Participação especial | Participação no episódio 1                   |
| Gag Concert           | KBS   | Eun Young, Yejin, Yoojin, Hyeran e Seo Ah | Apresentação          | Apresentação de versão trot de "Do You Know" |
| 100 Points out of 100 | KBS   | Eun Young                                 | Convidada             | Ela ganhou as medalhas de ouro e bronze.     |

| Filme    | Papel                 | Notas |
| -------- | --------------------- | ----- |
| Mr. Idol | Participação especial | –     |

### Vídeos Musicais
| Título                  | Ano  | Direção                     | Ref.   |
| ----------------------- | ---- | --------------------------- | ------ |
| "Do You Know"           | 2011 | Desconhecido                | [ 52 ] |
| "So sexy"               | 2011 | Desconhecido                | [ 53 ] |
| "Easily"                | 2011 | Kim Kwang-eun               | [ 54 ] |
| "Nowadays, You"         | 2012 | Joe Brown                   | [ 55 ] |
| "Deepened"              | 2016 | Joo Hee-sun                 | [ 56 ] |
| "High Heels"            | 2016 | Jo Soo-hyun                 | [ 57 ] |
| "Yoo Hoo"               | 2016 | Joe Brown                   | [ 58 ] |
| "Rollin'"               | 2017 | Lim Jae-kyung               | [ 3 ]  |
| "Rollin' (New Version)" | 2018 | BRICK                       | [ 59 ] |
| "We Ride"               | 2020 | Kang Mingi (aarch.film)     | [ 5 ]  |
| "High Heels 2021 ver"   | 2021 | Elcanto                     | [ 60 ] |
| "Red Sun"               | 2021 | Lotte world                 | [ 61 ] |
| "Chi Mat Ba Ram"        | 2021 | Yoo Sung-kyun (SUNNYVISUAL) | [ 62 ] |
| "Pool Party"            | 2021 | Yoo Sung-kyun (SUNNYVISUAL) | [ 63 ] |
| "After We Ride"         | 2021 | Yoo Sung-kyun (SUNNYVISUAL) | [ 64 ] |
| 'Thank You"             | 2022 | Desconhecido                | [ 65 ] |

## Concertos e turnês

### Concertos principais
- The Brave Girls Show (2022)[66]

## Prêmios
| Prêmio                                    | Ano  | Categoria                                | Nomeado          | Resultado |
| ----------------------------------------- | ---- | ---------------------------------------- | ---------------- | --------- |
| 19º Korea Culture Entertainment Awards    | 2011 | Rookie do Ano                            | Brave Girls      | Venceu    |
| Asia Artist Awards                        | 2021 | Best Artist Award – Singer               | Brave Girls      | Venceu    |
| Asia Artist Awards                        | 2021 | Hot Trend Award                          | Brave Girls      | Venceu    |
| Asia Artist Awards                        | 2021 | Popularity Award – Idol Grupo (Feminino) | Brave Girls      | Indicado  |
| Asia Model Awards                         | 2021 | Popular Star Award                       | Brave Girls      | Venceu    |
| Brand of the Year Awards                  | 2021 | Idol feminina                            | Brave Girls      | Venceu    |
| Brand of the Year Awards                  | 2021 | Hot Icon                                 | Brave Girls      | Venceu    |
| BreakTudo Awards                          | 2021 | K-pop Grupo Feminino                     | Brave Girls      | Indicado  |
| Broadcasting Advertising Festival         | 2021 | CF Star of the Year                      | Brave Girls      | Venceu    |
| The Fact Music Awards                     | 2021 | Artista do Ano (Bonsang)                 | Brave Girls      | Venceu    |
| Forbes Korea K-Pop Awards                 | 2021 | Prêmio Popularidade Feminina             | Brave Girls      | Venceu    |
| Gaon Chart Music Awards                   | 2022 | Mubeat Global Choice Award – Female      | Brave Girls      | Indicado  |
| Gaon Chart Music Awards                   | 2022 | Música do ano – Junho                    | "Chi Mat Ba Ram" | Venceu    |
| Golden Disc Awards                        | 2022 | Best Digital Song (Bonsang)              | "Chi Mat Ba Ram" | Indicado  |
| Golden Disc Awards                        | 2022 | Best Group                               | Brave Girls      | Venceu    |
| Korea Arts & Culture Entertainment Awards | 2021 | Popular Singer                           | Brave Girls      | Venceu    |
| Korea Broadcasting Awards                 | 2021 | Best Female Artist                       | Brave Girls      | Venceu    |
| Melon Music Awards                        | 2021 | Hot Trend Award                          | Brave Girls      | Venceu    |
| Melon Music Awards                        | 2021 | Álbum do ano                             | Summer Queen     | Indicado  |
| Melon Music Awards                        | 2021 | Melhor Grupo Feminino                    | Brave Girls      | Indicado  |
| Melon Music Awards                        | 2021 | Netizen Popularity Award                 | Brave Girls      | Indicado  |
| Melon Music Awards                        | 2021 | Top 10 Artist Award                      | Brave Girls      | Indicado  |
| Mnet Asian Music Awards                   | 2011 | Best Female New Artists                  | Brave Girls      | Indicado  |
| Mnet Asian Music Awards                   | 2021 | KTO Breakout Artist                      | Brave Girls      | Venceu    |
| Mnet Asian Music Awards                   | 2021 | Álbum do Ano                             | Summer Queen     | Indicado  |
| Mnet Asian Music Awards                   | 2021 | Artista do Ano                           | Brave Girls      | Indicado  |
| Mnet Asian Music Awards                   | 2021 | Melhor Grupo Feminino                    | Brave Girls      | Indicado  |
| Mnet Asian Music Awards                   | 2021 | Worldwide Fans' Choice Top 10            | Brave Girls      | Indicado  |
| Mnet Asian Music Awards                   | 2022 | Worldwide Fans' Choice Top 10            | Brave Girls      | Indicado  |
| Prêmio Anual K4US                         | 2021 | Melhor Grupo Feminino do ano             | Brave Girls      | Indicado  |
| Prêmio Anual K4US                         | 2021 | Música do Ano                            | "Rollin"         | Indicado  |
| Prêmio Anual K4US                         | 2021 | Hit verão                                | Chi Mat Ba Ram   | Indicado  |
| Seoul Music Awards                        | 2022 | Main Award (Bonsang)                     | Summer Queen     | Venceu    |
| Seoul Music Awards                        | 2022 | K-wave Popularity Award                  | Brave Girls      | Indicado  |
| Seoul Music Awards                        | 2022 | Prêmio Popularidade                      | Brave Girls      | Indicado  |
| Seoul Music Awards                        | 2022 | U+Idol Live Best Artist Award            | Brave Girls      | Indicado  |

### Prêmios Musicais
| Programa         | Emissora | Data                | Música         | Ref.   |
| ---------------- | -------- | ------------------- | -------------- | ------ |
| Inkigayo         | SBS      | 14 de Março de 2021 | Rollin'        | [ 67 ] |
| Inkigayo         | SBS      | 21 de Março de 2021 | Rollin'        | [ 68 ] |
| Inkigayo         | SBS      | 9 de Maio de 2021   | Rollin'        | [ 69 ] |
| Inkigayo         | SBS      | 4 de julho de 2021  | Chi Mat Ba Ram | [ 70 ] |
| M Countdown      | Mnet     | 18 de Março de 2021 | Rollin'        | [ 71 ] |
| Music Bank       | KBS      | 19 de Março 2021    | Rollin'        | [ 72 ] |
| Show Champion    | MBC M    | 17 de Março de 2021 | Rollin'        | [ 73 ] |
| Show! Music Core | MBC      | 3 de Julho de 2021  | Chi Mat Ba Ram | [ 74 ] |
| The Show         | SBS MTV  | 16 de Março de 2021 | Rollin'        | [ 75 ] |
| The Show         | SBS MTV  | 22 de Junho de 2021 | Chi Mat Ba Ram | [ 76 ] |